# Hegra
Hegra er en bygd i Stjørdal i Trøndelag fylke i Norge. Bygden har 809 indbyggere (pr. 1. januar 2009) og ligger ved Stjørdalselva, på sydsiden af Europavej 14 fra Stjørdalshalsen mod Storlien. Centrum kaldes Hegramo, mens stedet, hvor Hegra jernbanestation ligger, lige øst for Hegramo, hedder Hembre. Hegra Kirke ligger i bygden.
Hegra Fæstning (Ingstadkleven fort) er kendt fra Nazi-Tysklands besættelse af Norge under 2. verdenskrig i 1940 og er en attraktion, som trækker cirka 20.000 besøgende turister hvert år.
63°27′50″N 11°06′51″Ø / 63.4639°N 11.1142°Ø